# Marco B. Bucci
Marco B. Bucci, pseudonimo di Marco Felicioni (Modena, 28 agosto 1981), è uno sceneggiatore, fumettista e autore di giochi italiano.

## Biografia
Dopo aver concluso gli studi, agli inizi degli anni duemila, inizia la sua carriera prima come grafico e web designer e successivamente come fotografo.
La sua grande passione per l’editoria e per i fumetti lo portano, poco tempo dopo, a lavorare per Kappa Edizioni e Star Comics come adattatore grafico e impaginatore.
Nel 2004 fonda a Bologna lo Studio Dronio, insieme a Jacopo Camagni, disegnatore con cui inizierà una solida collaborazione che dura tuttora. 
L’anno dopo pubblica in Francia Magna Veritas, la sua prima serie a fumetti disegnata da Camagni ed edita da Soleil.
Nel 2017 scrive la sceneggiatura di Nomen Omen, fortunata serie a fumetti urban fantasy disegnata sempre da Camagni e pubblicata in Italia da Panini Comics.
Nel 2018 è autore della sceneggiatura di Saetta Rossa, con la collaborazione del disegnatore Riccardo Atzeni, graphic novel che vede protagonista David Bowie.
Nel 2020 pubblica, sempre per Panini Comics, la serie Arcadia, sequel di Nomen Omen. 
Successivamente scrive la sceneggiatura della serie Simulacri, disegnata da Flavia Biondi e Giulio Macaione ed edita dalla Sergio Bonelli Editore.
Parallelamente alla carriera di sceneggiatore di fumetti, Bucci alterna quella di scrittore di giochi di ruolo.
Dopo aver scritto lo scenario di Dogs of War, nel 2017 realizza il gioco horror/fantasy Memento Mori insieme al fratello Andrea Felicioni. 
Nel 2020 è autore del manuale di gioco Norse Grimoire. 
Ha collaborato, con Mana Project Studio e Grim Moon Studio, alla scrittura di avventure e ambientazioni di Historia (2019), Nightfell (2020) e Sinners (2021).

## Opere

### Fumetti
- Magna Veritas, Soleil (Francia), 2005
- Nomen Omen, Panini Comics, 2017-2019
- Saetta Rossa, Panini Comics, 2018
- Nomen Omen Omnia, Panini Comics, 2021
- Arcadia, Panini Comics, 2020 - In corso
- Simulacri, Bonelli, 2022 - In corso

### Giochi di ruolo
- Dogs of War (2014)
- Memento Mori (2017)
- Historia (2019)
- Nightfell (2020)
- Norse Grimoire (2020)
- Sinners (2021)